# Click & Create
Click & Create (CNC) även IMSI Multimedia Fusion Express är uppföljaren till The GamesFactory utvecklarna av CNC är Corel och Clickteam. I programmet skapar du spel och applikationer. Programmet skapades 1999, men programmet kan inte längre köpas eller laddas ned. Click and Create gjordes med två extra material: Mindre buggar och en timeline om du skall göra en film.
Det finns nyare versioner som har utvecklats av Clickteam de är: Multimedia fusion, The Games Factory 2 och Multimedia fusion 2.